# إدغار فرانك
إدغار فرانك هو سياسي ألماني، ولد في 21 يناير 1960 في غودنسبرغ في ألمانيا. نشط حزبياً في الحزب الديمقراطي الاجتماعي الألماني.

## مناصب
- في الانتخابات الفيدرالية الألمانية 2017، انتخب عضو في البوندستاغ الألماني عن دائرة Schwalm-Eder [الإنجليزية]‏ وقد انضم خلال البوندستاغ الألماني التاسع عشر (24 أكتوبر 2017 – ) للكتلة البرلمانية المجموعة البرلمانية للحزب الديمقراطي الاجتماعي  [لغات أخرى]‏.
- انتخب عضو في البوندستاغ الألماني (27 أكتوبر 2009 – 22 أكتوبر 2013).
- انتخب عمدة.
- انتخب عضو في البوندستاغ الألماني عن دائرة Schwalm-Eder [الإنجليزية]‏ خلال فترته النيابية  [لغات أخرى]‏ (22 أكتوبر 2013 – 22 أكتوبر 2013).

## وصلات خارجية
- الموقع الرسمي